# Birmanie aux Jeux olympiques d'été de 2008
La Birmanie  a participé aux Jeux olympiques d'été de 2008 à Pékin. Elle n'a remporté aucune médaille.

## Athlètes engagés
- Athlétisme
  - Min Thu, Soe
  - Win, Lai Lai

### Hommes
| Epreuve      | Athlète     | Séries       | Séries | Quarts de finale | Quarts de finale | Demi-finales | Demi-finales | Finale   | Finale |
| Epreuve      | Athlète     | Résultat     | Rang   | Résultat         | Rang             | Résultat     | Rang         | Résultat | Rang   |
| ------------ | ----------- | ------------ | ------ | ---------------- | ---------------- | ------------ | ------------ | -------- | ------ |
| 5 000 mètres | Soe Min Thu | 15 min 50.56 | 14e    | -                | -                | -            | -            | -        | -      |

### Femmes
| Épreuve    | Athlète     | Séries   | Séries | Quarts de finale | Quarts de finale | Demi-finales | Demi-finales | Finale   | Finale |
| Épreuve    | Athlète     | Résultat | Rang   | Résultat         | Rang             | Résultat     | Rang         | Résultat | Rang   |
| ---------- | ----------- | -------- | ------ | ---------------- | ---------------- | ------------ | ------------ | -------- | ------ |
| 200 mètres | Lai Lai Win | 24.37    | 8e     | -                | -                | -            | -            | -        | -      |

### Canoe/Kayak
| Athlète            | Compétition | Éliminatoires  | Éliminatoires | Demi-finales   | Demi-finales | Finale A | Finale A |
| Athlète            | Compétition | Temps          | Rang          | Temps          | Rang         | Temps    | Rang     |
| ------------------ | ----------- | -------------- | ------------- | -------------- | ------------ | -------- | -------- |
| Myint Tayzar Phone | K1 500m     | 1 min 48 s 179 | 7e            | 1 min 55 s 300 | 8e           | -        | -        |
| Myint Tayzar Phone | K1 1000m    | 3 min 53 s 578 | 8e            | -              | -            | -        | -        |

- Tir à l'arc
  - Nay, Myo Aung
- Natation
  - Zin, Kyaw

## Liste des médaillés

### Médailles d'or
| Sport              | Discipline | Sportifs | Performance |
| Médailles d'or : 0 |            |          |             |

### Médailles d'argent
| Sport                  | Discipline | Sportifs | Performance |
| Médailles d'argent : 0 |            |          |             |

### Médailles de bronze
| Sport                   | Discipline | Sportifs | Performance |
| Médailles de bronze : 0 |            |          |             |